# Carlo X di Francia
Carlo X di Borbone, nome completo Charles-Philippe de France (Versailles, 9 ottobre 1757 – Gorizia, 6 novembre 1836), fu re di Francia e Navarra dal 1824 al 1830 e l'ultimo re Borbone del ramo principale.
Noto per la maggior parte della sua vita come il conte d'Artois, capo del partito ultrarealista tra il 1814 e il 1824, Carlo X era fratello minore dei sovrani Luigi XVI, ghigliottinato nel 1793, e Luigi XVIII; supportò quest'ultimo durante il periodo dell'esilio della famiglia reale di Borbone dopo la Rivoluzione francese e gli succedette poi al trono. Il suo governo durò circa sei anni e il paese visse la fase più oppressiva del ritorno all'antico regime assolutistico. Ebbe fine con la rivoluzione di luglio del 1830, che portò alla sua abdicazione e all'elezione di Luigi Filippo, duca di Orléans quale re dei Francesi. Carlo, esiliato nuovamente, morì a Gorizia, allora parte dell'Impero austriaco.
Carlo X è anche l'antenato della famiglia granducale del Lussemburgo attraverso sua nipote Luisa Maria, che fu la madre dell'ultimo duca di Parma, Roberto I: uno dei numerosissimi figli di Roberto, Felice, sposò sua cugina, la granduchessa Carlotta.

## Biografia

### Infanzia e giovinezza

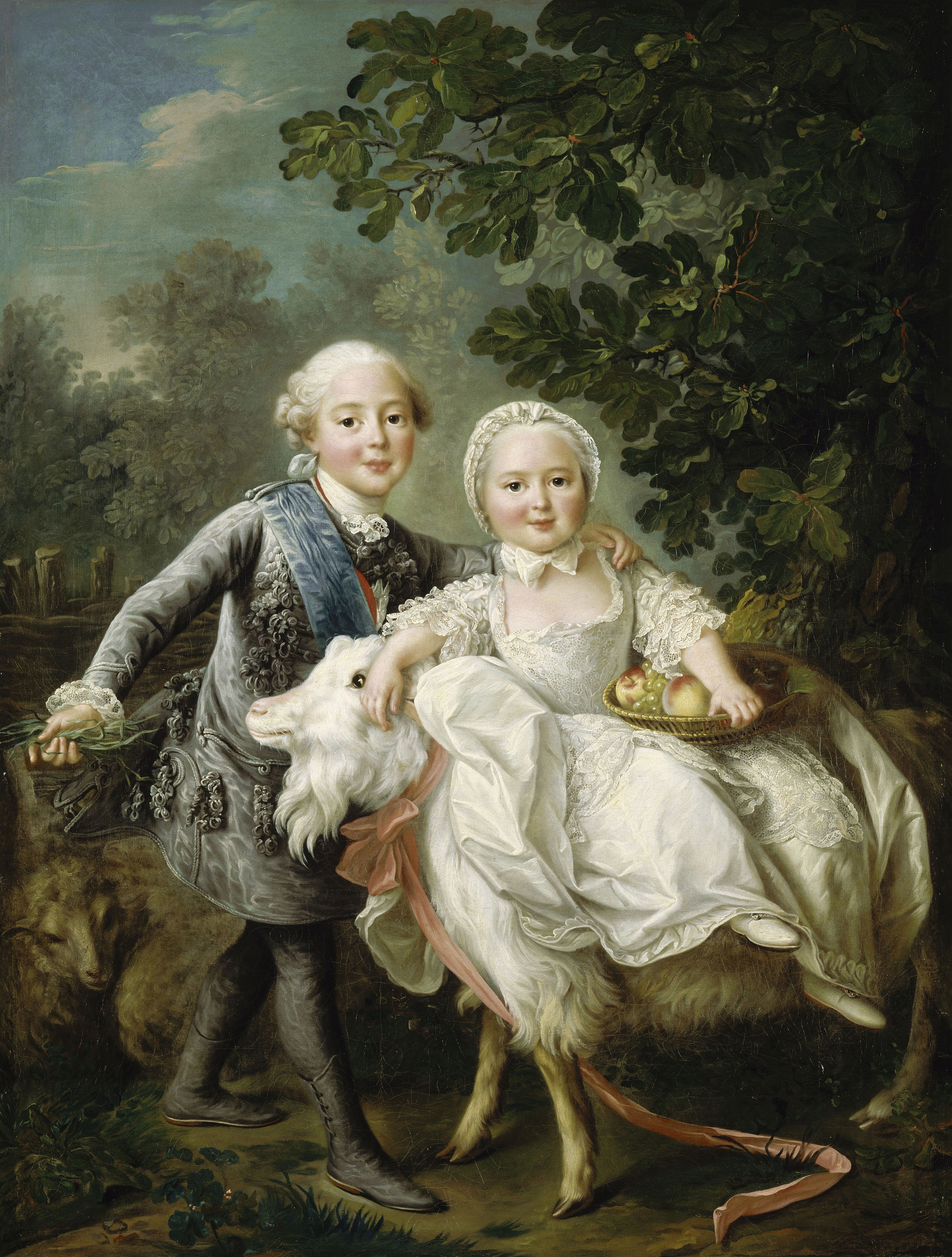
Carlo Filippo con la sorella minore Clotilde su una capra

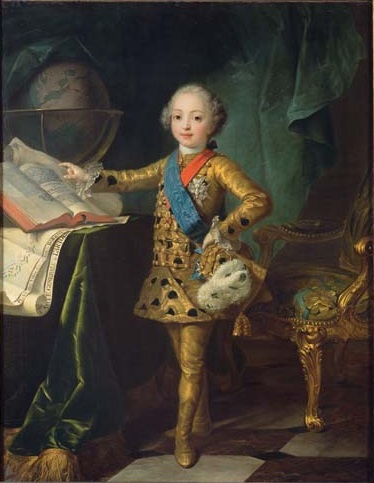
Il conte d'Artois nel 1765, ritratto da Jean-Martial Frédou.

Carlo Filippo di Borbone nacque alla Reggia di Versailles nel 1757, figlio minore del delfino Luigi e di sua moglie, Maria Giuseppina di Sassonia. Carlo venne creato alla nascita conte di Artois dal nonno, il sovrano regnante Luigi XV. Come maschio minore della sua famiglia Carlo difficilmente sarebbe un giorno asceso al trono, ma già suo fratello maggiore Luigi, duca di Borgogna, morì inaspettatamente nel 1761. Venne cresciuto nella sua infanzia da Madame de Marsan, governante dei principi francesi.
Alla morte di suo padre nel 1765, il fratello maggiore di quelli sopravvissuti, Luigi Augusto, divenne il nuovo delfino e quindi erede apparente al trono francese. La loro madre, Maria Giuseppa, non si riprese mai dalla perdita del marito e morì ella stessa nel marzo del 1767 per tubercolosi. Questo lasciò Carlo orfano all'età di soli nove anni, assieme ai fratelli Luigi Augusto, Luigi Stanislao, conte di Provenza, Maria Clotilde ed Elisabetta.
Lo stesso Luigi XV si ammalò il 27 aprile 1774 e morì il 10 maggio successivo di vaiolo, all'età di 64 anni. Suo nipote Luigi Augusto gli succedette con il nome di re Luigi XVI di Francia.

### Matrimonio e vita privata

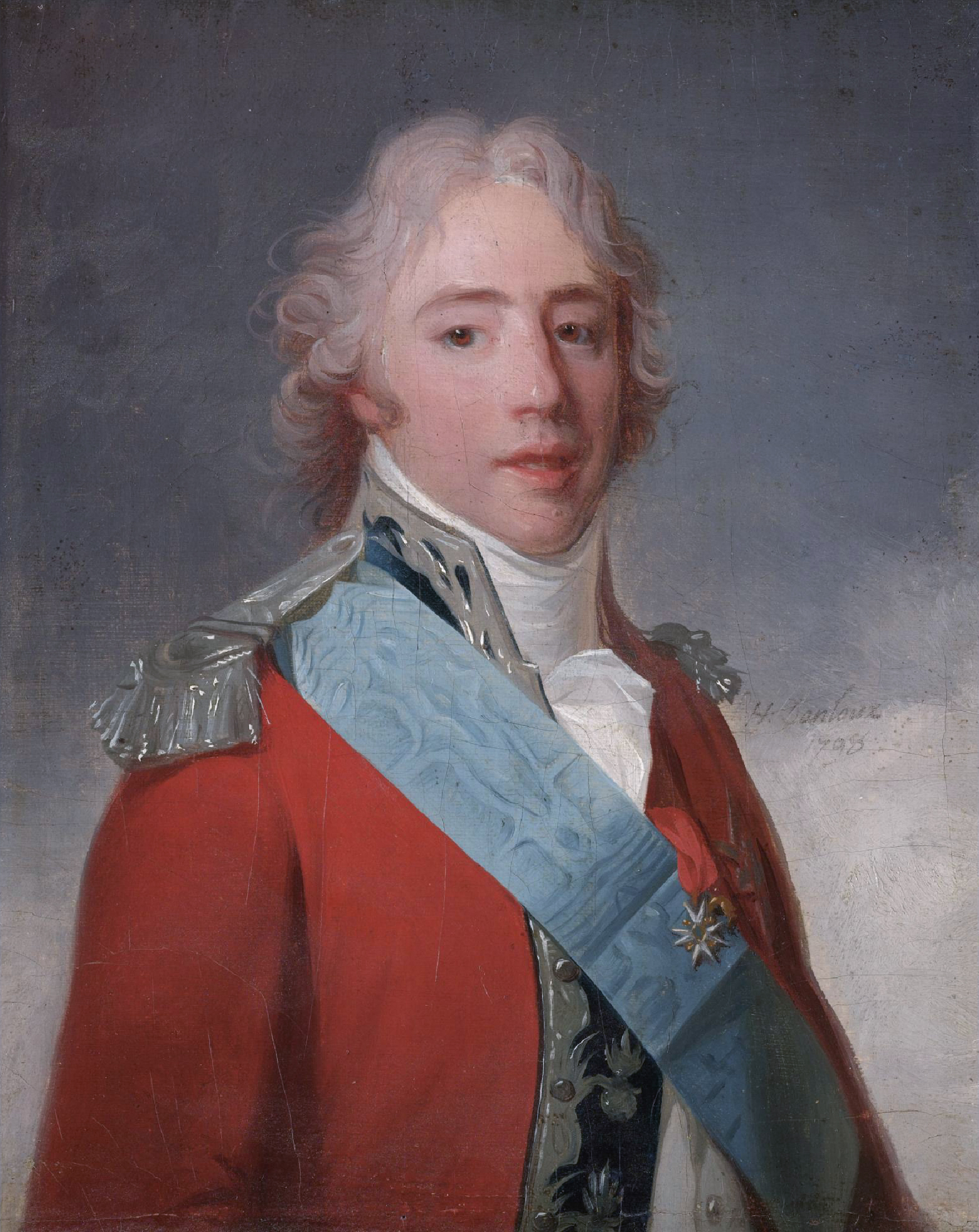
Carlo, conte di Artois (1798)

Il 16 novembre 1773 Carlo sposò la principessa Maria Teresa di Savoia, figlia del re Vittorio Amedeo III. Il matrimonio, a differenza di quanto accaduto per i suoi fratelli, venne consumato immediatamente.
Nel 1775 Maria Teresa diede alla luce un figlio, Luigi Antonio, che venne creato duca di Angoulême da Luigi XVI. Luigi Antonio fu il primo della nuova generazione dei Borboni, dal momento che tanto il re quanto il conte di Provenza ancora non avevano avuto figli, fatto che scatenò i libellisti parigini che scrissero pamphlet supportando la teoria dell'impotenza di Luigi XVI. Tre anni più tardi, nel 1778, nacque il secondo figlio di Carlo, Carlo Ferdinando, al quale venne dato il titolo di duca di Berry. In quello stesso anno nacque anche il primo figlio di Luigi XVI e di Maria Antonietta, Maria Teresa, ponendo fine a tutti i pettegolezzi corsi a corte.
Carlo era ritenuto il più bello dei membri della famiglia reale, ricordando molto in questo suo nonno Luigi XV. Sua moglie, al contrario, era considerata da molti contemporanei piuttosto brutta e per questo egli ebbe molte relazioni extraconiugali, di cui la più nota e duratura fu quella con Louise de Polastron, cognata dell'amica più intima di Maria Antonietta, Yolande de Polastron, duchessa di Polignac.
Carlo instaurò una fedele amicizia anche con la stessa Maria Antonietta, che conobbe per la prima volta al suo arrivo in Francia nell'aprile del 1770, quando egli aveva appena dodici anni. Anche per questa forte amicizia si parlò di amore clandestino, accuse avallate anche dal fatto che nelle recite teatrali che la regina teneva al Petit Trianon entrambi prendevano parte come attori in maniera affiatata. Mentre Maria Antonietta si dilettava a interpretare mungitrici, pastorelle e donne di campagna, Carlo svolgeva spesso il ruolo dell'amante, del valletto e del contadino.
Una nota vicenda che coinvolse i due fu quella della costruzione del castello di Bagatelle. Nel 1775 Carlo comprò una piccola residenza di caccia presso il Bois de Boulogne, con il progetto di abbatterla e ricostruirla. Maria Antonietta scrisse al cognato in una lettera che il castello non avrebbe potuto essere completato che in tre mesi. Carlo, raccogliendo la sfida, ingaggiò l'architetto neoclassico François-Joseph Bélanger per disegnare la nuova struttura e la fece completare in soli sessantatré giorni. Si stima che il progetto, che includeva grandiosi giardini, fosse costato più di due milioni di lire francesi e fu questa una delle spese pazze sostenute da Carlo, che giunse ad accumulare debiti per 21.000.000 di lire francesi, che dovettero essere pagate dai suoi fratelli.
Nel 1781 Carlo fu padrino per conto dell'imperatore Giuseppe II al battesimo di suo nipote, il delfino Luigi Giuseppe.
Nel 1788 Carlo fu iniziato in Massoneria nella loggia di corte "Les Trois Frères".

### Crisi e rivoluzione francese

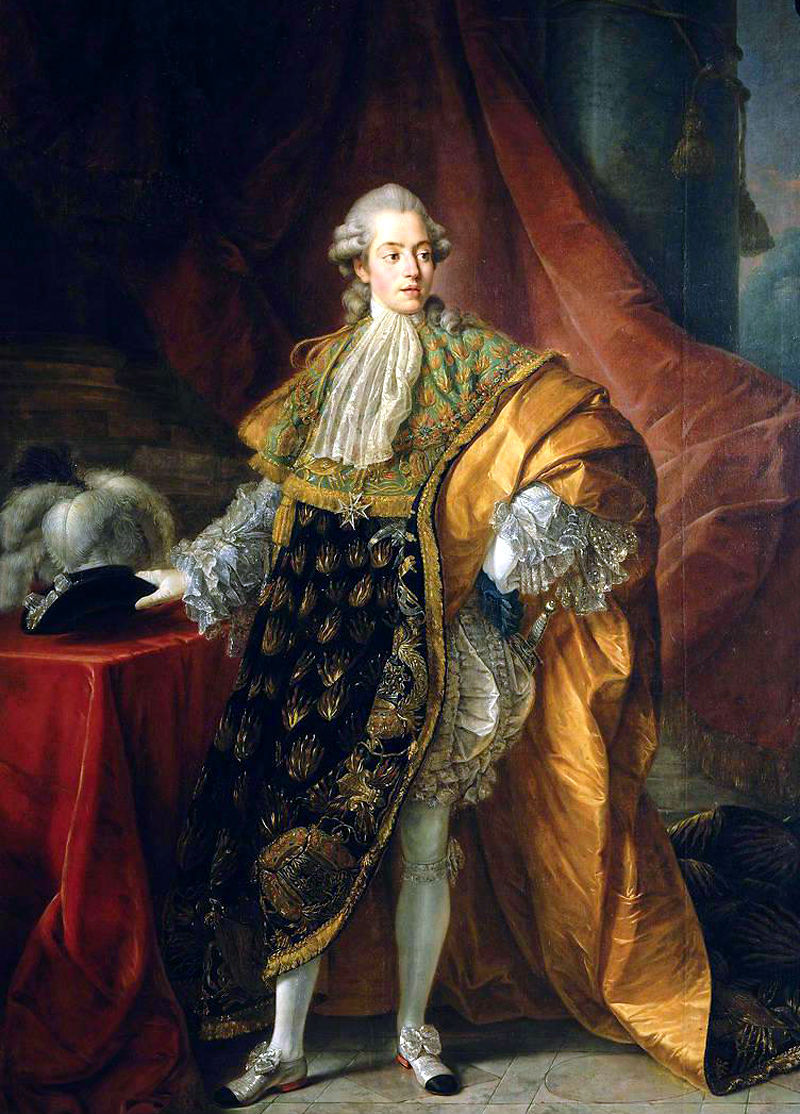
Il conte d'Artois nel 1775

L'inizio del ruolo politico di Carlo ebbe inizio con la prima grande crisi della monarchia francese nel 1786, quando divenne chiaro che il regno si trovava in bancarotta per precedenti spese militari (in particolare per la guerra dei sette anni e per la guerra d'indipendenza americana) e aveva bisogno di nuove riforme fiscali per sopravvivere. Carlo supportò alacremente la rimozione degli storici privilegi finanziari dell'aristocrazia, ma si oppose alla riduzione dei privilegi sociali della chiesa e della nobiltà. Egli credeva fermamente che le finanze francesi potessero essere riformate senza cambiamenti da parte della monarchia, giungendo a dichiarare "è questo il tempo di riparare, non di demolire".
Luigi XVI si trovò costretto a convocare gli Stati Generali, che non si riunivano più da 150 anni, nel maggio del 1789 per ratificare le riforme finanziarie. Assieme alla sorella Elisabetta, Carlo era il membro più conservatore della famiglia e si oppose categoricamente alle richieste del Terzo Stato di incrementare il proprio potere di voto. Questo gli attirò anche le critiche del re suo fratello, che lo accusò di essere "più realista del re". Nel giugno del 1789 i rappresentanti del Terzo Stato si proclamarono Assemblea nazionale, con l'intento di dare alla Francia una nuova costituzione.
Assieme al Barone di Breteuil Carlo cospirò per fare deporre il ministro delle finanze francese, il liberale Jacques Necker, fatto che poi avvenne ma che portò alla Presa della Bastiglia il 14 luglio successivo. Su insistenza di Luigi XVI e di Maria Antonietta, Carlo e la sua famiglia lasciarono la Francia tre giorni dopo, il 17 luglio, assieme a molti altri cortigiani, tra cui la duchessa di Polignac, la favorita della regina.

### Vita in esilio

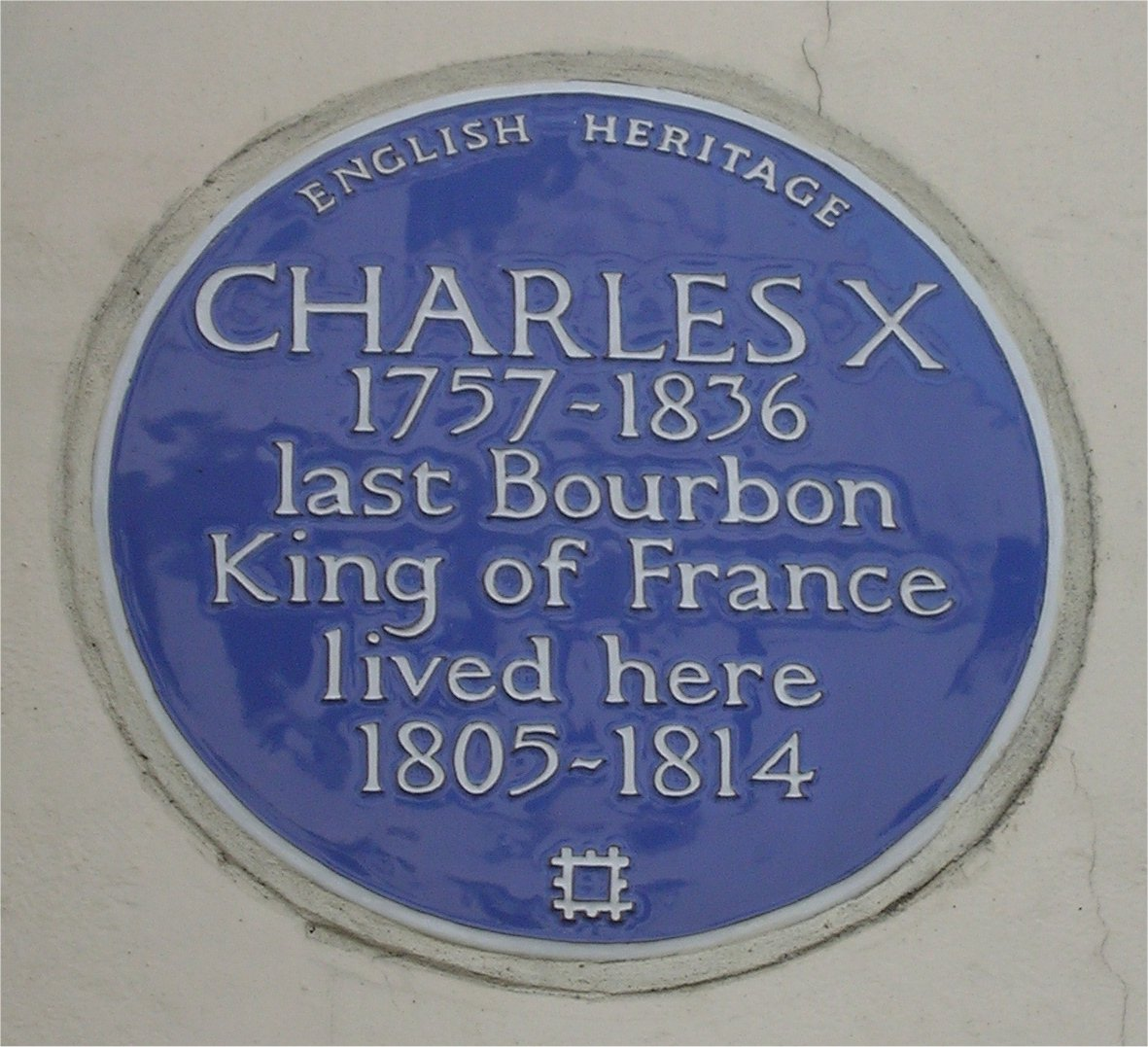
Blue plaque al n.72 di South Audley Street, Londra, abitazione di Carlo X dal 1805 al 1814

Carlo e la sua famiglia decisero di trovare rifugio in Savoia, patria di sua moglie, dove vennero raggiunti da alcuni membri della famiglia dei Borbone-Condé. Nel frattempo, a Parigi, Luigi XVI dibatteva con l'Assemblea Nazionale, legata a riforme radicali che portarono alla costituzione francese del 1791. Nel marzo di quello stesso anno l'Assemblea emise anche un decreto in caso di morte prematura del re. Venne stabilito che, in caso di morte del re, l'erede Luigi Carlo, che era ancora minorenne, avrebbe avuto un reggente, individuato nella persona del conte di Provenza o del duca di Orléans o, in mancanza di qualcuno, il reggente avrebbe potuto essere eletto, tralasciando quindi completamente i diritti di Carlo nella linea di successione, posti appunto tra il conte di Provenza e il duca di Orléans.
Carlo, nel frattempo, lasciò Torino e si diresse a Treviri dove suo zio, Clemente Venceslao di Sassonia, era arcivescovo elettore. Carlo preparò da qui un'invasione controrivoluzionaria della Francia, ma una lettera di Maria Antonietta la rimandò sino a quando la famiglia reale non fosse fuggita da Parigi raggiungendo le truppe regolari comandate dal generale de Bouillé a Montmédy. Dopo che la famiglia reale venne bloccata durante la fuga a Varennes, Carlo si spostò a Coblenza dove lui, il conte di Provenza e i principi di Condé, recentemente fuggiti dalla Francia, dichiararono la loro intenzione di invadere la Francia. Il conte di Provenza inviò diversi dispacci ai sovrani europei richiedendo assistenza, mentre Carlo organizzò la corte in esilio nell'Elettorato di Treviri. Il 25 agosto i regnanti del Sacro Romano Impero e della Prussia firmarono la Dichiarazione di Pillnitz, che chiedeva formalmente alle altre potenze europee di intervenire in Francia.
Il giorno di Capodanno del 1792 l'Assemblea Nazionale dichiarò tutti i membri della famiglia reale che avevano abbandonato il Paese come traditori, ripudiando i loro titoli e confiscando le loro terre. A questa misura fece seguito poi la sospensione e quindi l'abolizione della monarchia nel settembre del 1792. La famiglia reale venne imprigionata e il re e la regina furono messi a morte nel 1793, mentre il loro secondogenito Luigi Carlo, erede al trono dopo la morte del fratello maggiore Luigi Giuseppe, morì nel 1795 di malattia e di trascuratezza da parte dei suoi carcerieri nella Torre del Tempio ove era stato rinchiuso dopo la morte dei suoi genitori.
Quando scoppiarono le guerre rivoluzionarie nel 1792, Carlo fuggì in Gran Bretagna, dove re Giorgio III gli offrì un generoso supporto. Carlo visse a Edimburgo e a Londra con la sua amante Louise de Polastron. Suo fratello maggiore, proclamato Luigi XVIII dopo la morte anche di suo nipote nel giugno del 1795, si portò invece a Verona e quindi al Palazzo Jelgava, presso Mitau (attuale Lettonia), dove il figlio di Carlo, Luigi Antonio, sposò l'unica figlia sopravvissuta di Luigi XVI, Maria Teresa, il 10 giugno 1799. Nel 1802 Carlo supportò suo fratello, coprendo numerose sue spese. Nel 1807 Luigi XVIII si spostò anch'egli in Gran Bretagna.

### Restaurazione borbonica

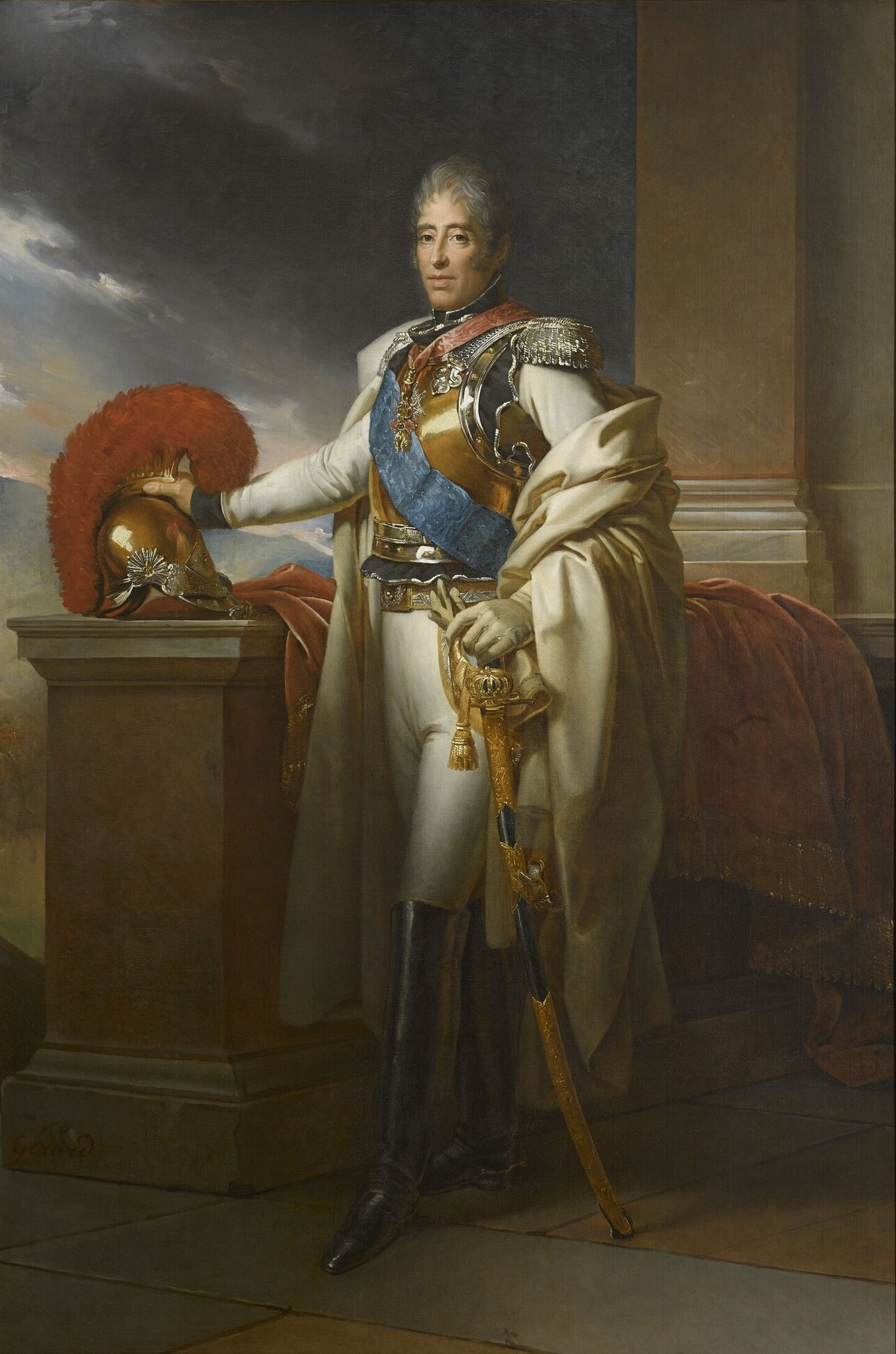
Carlo, conte di Artois, ritratto con l'uniforme di colonnello generale dei carabinieri reali (1815 c.)

A gennaio del 1814 Carlo lasciò segretamente la sua abitazione a Londra per unirsi alle forze coalizzate nella Francia meridionale. Luigi XVIII, relegato su una sedia a rotelle per problemi fisici, supportò Carlo con delle lettere patenti che lo nominavano Luogotenente Generale del regno. Il 31 marzo gli alleati presero Parigi. Una settimana più tardi Napoleone Bonaparte abdicò. Il senato francese dichiarò Luigi XVIII restaurato. Carlo giunse nella capitale il 12 aprile e continuò a ricoprire la carica di Luogotenente Generale del regno sino all'arrivo di Luigi XVIII dall'Inghilterra. Durante il suo breve periodo come reggente, Carlo creò la polizia segreta ultrarealista, che rispondeva a lui solo senza che nemmeno Luigi XVIII ne fosse informato. Questa operò per cinque anni.
Luigi XVIII venne accolto con grande gioia dai parigini e si portò a occupare il Palazzo delle Tuileries. All'inizio considerò la possibilità di tornare a vivere a Versailles dove era nato. Egli ordinò il restauro degli appartamenti reali, ma i costi si dimostrarono eccessivi e né lui né il suo successore, Carlo X, vissero a palazzo durante i loro regni, restando alle Tuileries. Il conte di Artois visse al Pavillon de Mars, il duca di Angoulême al Pavillon de Flore, entrambi con vista sulla Senna. La duchessa di Angoulême svenne alla vista del palazzo, riportandole alla mente i terribili momenti dell'incarcerazione della sua famiglia e il massacro a palazzo delle Guardie Svizzere il 10 agosto 1792.
Dopo l'abbandono del territorio da parte delle armate occupanti, Luigi XVIII emise una costituzione liberale, la cosiddetta Carta del 1814, che prevedeva una legislatura bicamerale, un elettorato di 90.000 uomini e la libertà di religione.

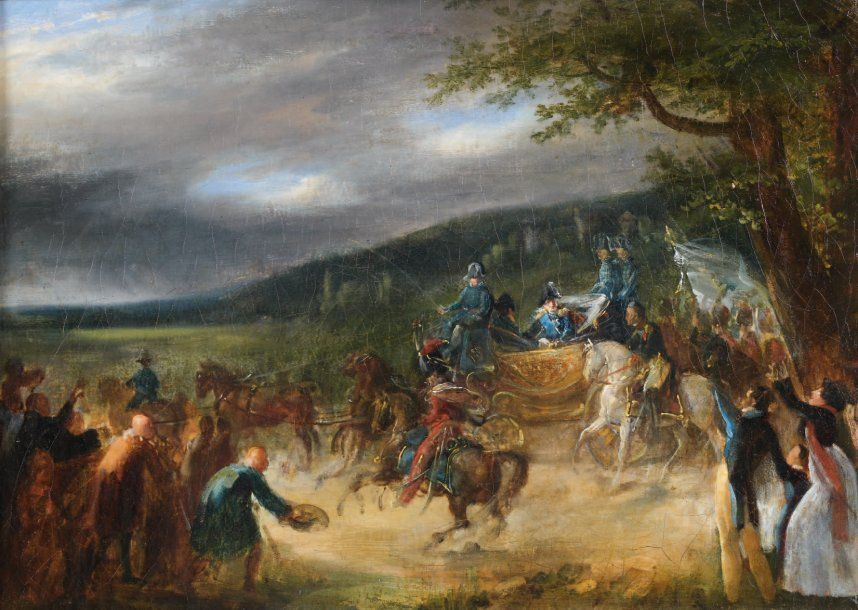
Pauline Auzou, Il ritorno di Carlo X

Dopo i cento giorni, il breve ritorno al potere di Napoleone nel 1815, il Terrore Bianco si concentrò essenzialmente nel purgare dall'amministrazione civile tutti quei funzionari che avevano servito sotto il governo napoleonico, sostituendoli con fedelissimi dei Borboni. Circa 70.000 ufficiali vennero privati delle loro posizioni. Il restante dell'esercito napoleonico venne sconfitto nella battaglia di Waterloo. Il maresciallo Ney venne giustiziato per tradimento e il maresciallo Brune venne assassinato dalla folla. Circa 6.000 individui che avevano seguito Napoleone vennero portati a processo. Nella Francia del sud scoppiarono circa 300 moti, tra cui il più rilevante a Marsiglia, dove i mamelucchi al servizio della Grande Armata vennero massacrati nelle loro caserme.

### Fratello del Re e ruolo di erede presunto
Mentre il re manteneva un carattere di governo liberale, Carlo fu il patrono degli ultrarealisti in parlamento, tra i quali spiccavano Jules de Polignac, lo scrittore François-René de Chateaubriand e Jean-Baptiste de Villèle. In diverse occasioni, la voce di Carlo mosse in dissenso dei ministri liberali di suo fratello, minacciando di lasciare il paese se Luigi XVIII non li avesse licenziati. Luigi, dal canto suo, temeva che le tendenze ultrarealiste di suo fratello avrebbero potuto portare la famiglia reale in esilio ancora una volta.
Il 14 febbraio 1820 il figlio minore di Carlo, il duca di Berry, venne assassinato all'Opéra di Parigi. Questa grave perdita non solo devastò per sempre la famiglia, soprattutto Carlo che non si riprese più dal dolore, ma mise in dubbio anche la prosecuzione della dinastia reale francese, dal momento che il matrimonio del fratello dell'ucciso, il duca di Angoulême, non aveva prodotto eredi. Il parlamento dibatté largamente sull'abolizione della legge salica, che escludeva le donne dalla successione. La vedova del duca di Berry, la principessa Carolina di Borbone-Napoli, scoprì di essere incinta e il 29 settembre 1820 diede alla luce un figlio postumo, Enrico, duca di Bordeaux. La sua nascita venne osannata dal popolo francese che acquistò per lui il castello di Chambord per celebrarne la nascita. Di conseguenza il suo prozio, Luigi XVIII, aggiunse il titolo di conte di Chambord al piccolo Enrico, con il quale poi divenne maggiormente noto.

### Regno

#### Politica interna
La salute di Luigi XVIII aveva incominciato a peggiorare dall'inizio del 1824. Soffrendo sia di gangrena alle gambe che alla spina dorsale, morì il 16 settembre di quello stesso anno. Suo fratello gli succedette al trono con il nome di Carlo X di Francia. Come suo primo atto da re, Carlo tentò di unire la casa di Borbone, concedendo il titolo di Altezza Reale anche ai suoi cugini della casa di Orléans del quale erano stati privati a loro tempo da Luigi XVIII perché ritenuti tra i responsabili della morte di Luigi XVI.
Mentre suo fratello era stato sobrio a sufficienza da rendersi conto che la Francia non avrebbe mai potuto accettare di tornare all'ancien régime, Carlo non aveva mai potuto soffrire i cambiamenti degli ultimi quarant'anni di storia francese e cercava di riportare indietro l'orologio della Storia, reprimendo l'attività del Parlamento e destinando gran parte del bilancio statale a rifondere alle famiglie aristocratiche i danni causati dalla passata rivoluzione. Intendeva abolire la Costituzione e ristabilire in Francia nella più completa pienezza il regime assolutistico degli avi.

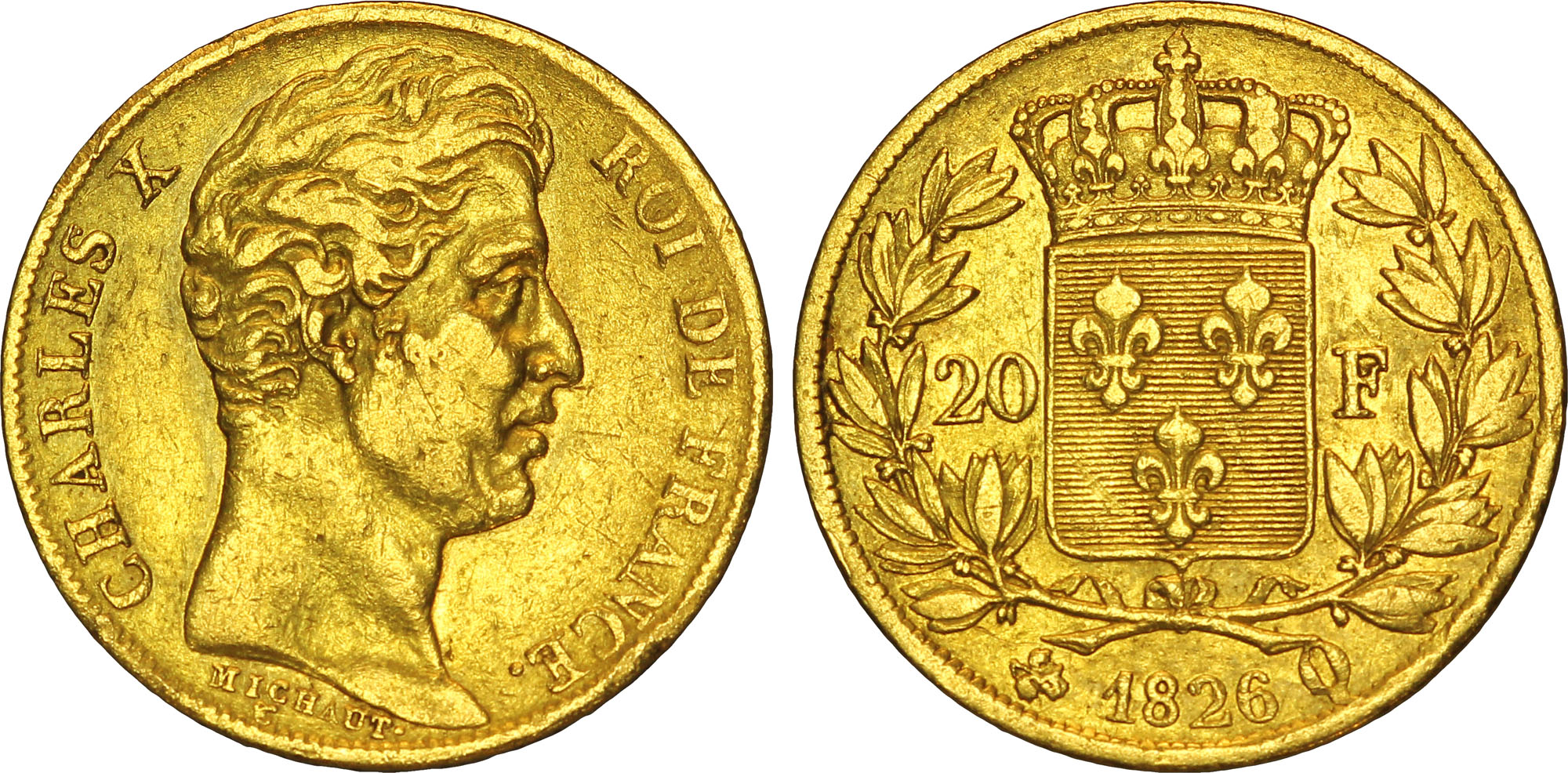
Moneta in oro da 20 franchi di Carlo X

Egli consegnò pertanto al suo primo ministro, Jean-Baptiste de Villèle, una lista di leggi che voleva fossero ratificate alla prima apertura del parlamento. Ad aprile del 1825 il governo francese approvò una normativa voluta da Luigi XVIII ma approvata solo dopo la sua morte che prevedeva di pagare una indennità a quanti si erano visti confiscare dei beni durante la rivoluzione (i cosiddetti biens nationaux), a patto che rinunciassero a ogni pretesa su di essi. Questa operazione costò allo stato circa 988 milioni di franchi. Nello stesso mese venne approvata la legge anti-sacrilegio. Il governo di Carlo tentò di ristabilire la primogenitura unica delle famiglie dietro pagamento di una tassa di 300 franchi, ma la misura venne bocciata dalla Camera dei Deputati.

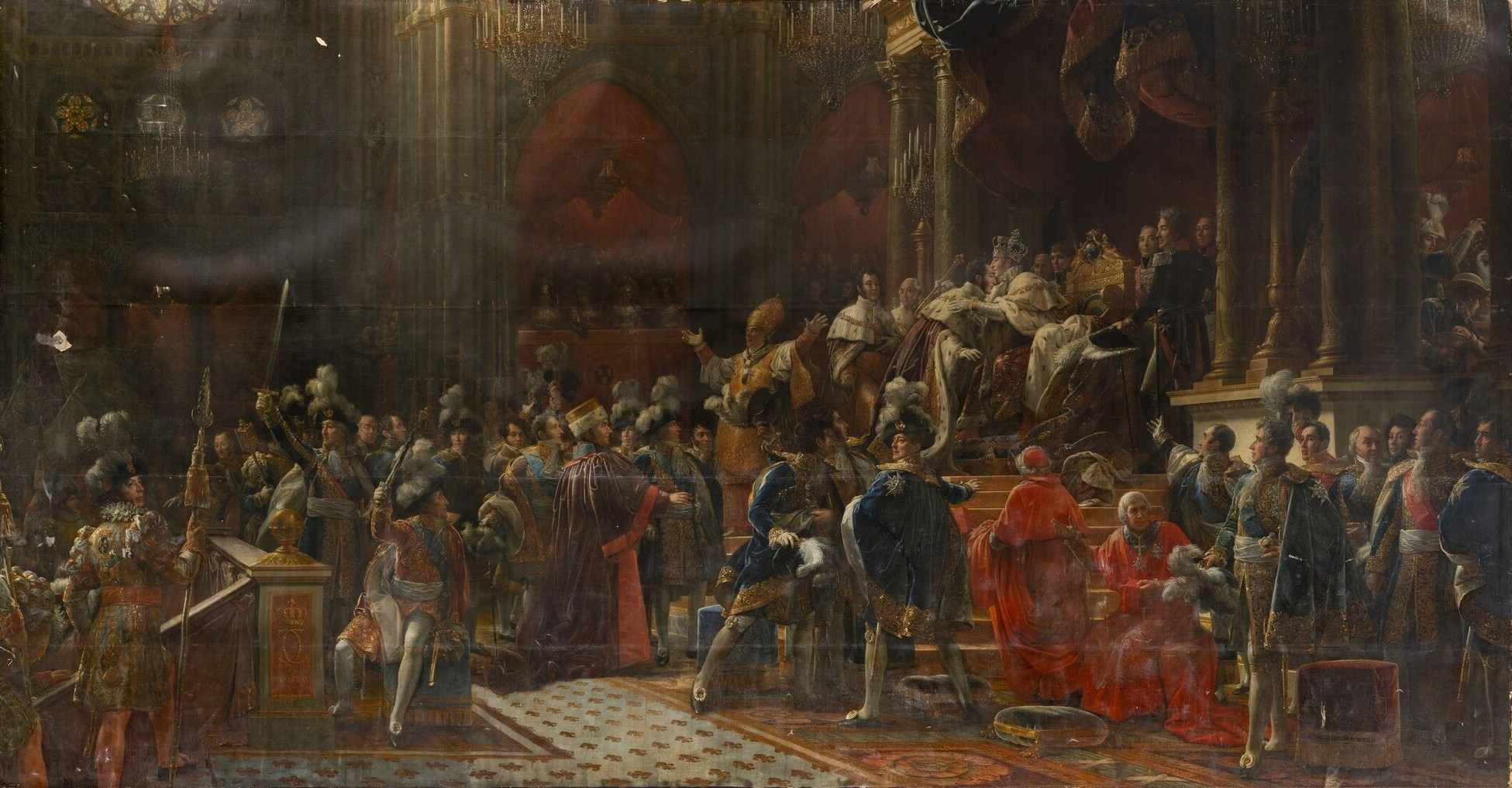
Consacrazione solenne di Carlo X come re di Francia nella cattedrale di Reims, dipinto di François Gérard

Il 29 maggio del 1825 Carlo X venne ufficialmente incoronato nell'antica cattedrale di Reims, sito tradizionale per la consacrazione dei sovrani francesi di chiaro sapore medioevale; tale pratica non era però in uso sin dal 1775, dal momento che Luigi XVIII aveva evitato questa cerimonia per evitare controversie. Napoleone stesso era stato consacrato imperatore a Notre-Dame ma, ascendendo al trono dei suoi antenati, Carlo ritenne opportuno riprendere anche le antiche tradizioni, legandosi ancora una volta al passato.
Che Carlo non fosse un monarca popolare divenne evidente nell'aprile del 1827, quando insorse il caos durante la rivista della Guardia Nazionale da parte del sovrano a Parigi. Come rappresaglia la Guardia Nazionale venne sciolta, provocando il malcontento per avere cancellato uno dei simboli della rivoluzione. Dopo avere perso la sua maggioranza parlamentare nelle elezioni generali del novembre del 1827, Carlo decise di licenziare il primo ministro Villèle il 5 gennaio 1828 e nominò al suo posto Jean-Baptise de Martignac, un uomo che il re non gradiva ma che vedeva come solo transitorio in quella posizione. Il 5 agosto 1829 Carlo licenziò anche Martignac e nominò al suo posto Jules de Polignac, il quale perse la sua maggioranza in parlamento alla fine di agosto di quello stesso anno, quando la fazione di Chateaubriand venne sconfitta. Per rimanere al potere Polignac decise di non riconvocare le camere sino al marzo del 1830.

Stendardo reale adottato da Carlo X nel 1828 in luogo della semplice bandiera bianca utilizzata da Luigi XVIII.

#### Conquista dell'Algeria
Il 31 gennaio 1830 il governo Polignac decise di inviare una spedizione militare in Algeria per combattere i pirati algerini dal Mediterraneo e i suoi commerci e soprattutto per cercare di migliorare la popolarità del governo con una vittoria militare. La ragione per la guerra fu che il bey di Algeri, irato per il mancato pagamento dei debiti di guerra dovuti all'invasione di Napoleone in Egitto anni prima, aveva volontariamente provocato la Francia. Le truppe francesi occuparono pertanto Algeri il 5 luglio di quello stesso anno.

#### Rivoluzione di luglio

La Libertà che guida il popolo, dipinto di Delacroix ispirato alla Rivoluzione di luglio

Le due camere di governo vennero convocate il 2 marzo 1830 come da accordi, ma il discorso di apertura di Carlo ebbe reazioni negative da parte di molti deputati. Alcuni proposero una legge secondo la quale i ministri del re dovevano ottenere la fiducia delle due camere per rimanere in carica, sul modello della monarchia britannica: ciò avrebbe segnato il passaggio della monarchia da costituzionale a parlamentare, sottraendo al re una grossa porzione di potere esecutivo. Il 18 marzo, 221 deputati contro 30 votarono a favore della legge. Il re aveva già deciso di andare a elezioni e le camere vennero sospese il 19 marzo.
Le elezioni che si tennero il 23 giugno non produssero una maggioranza favorevole al governo. Il 6 luglio il re e i suoi ministri decisero di sospendere la costituzione, come previsto dall'art. 14 della Carta in caso di emergenza, e il 25 luglio, dalla residenza reale di Saint-Cloud, il re stesso emise delle ordinanze (le famose Ordinanze di Saint-Cloud) che ripristinarono la censura di stampa e disciolsero le camere appena elette, alterando il sistema elettorale e convocando nuove elezioni per il settembre di quello stesso anno.

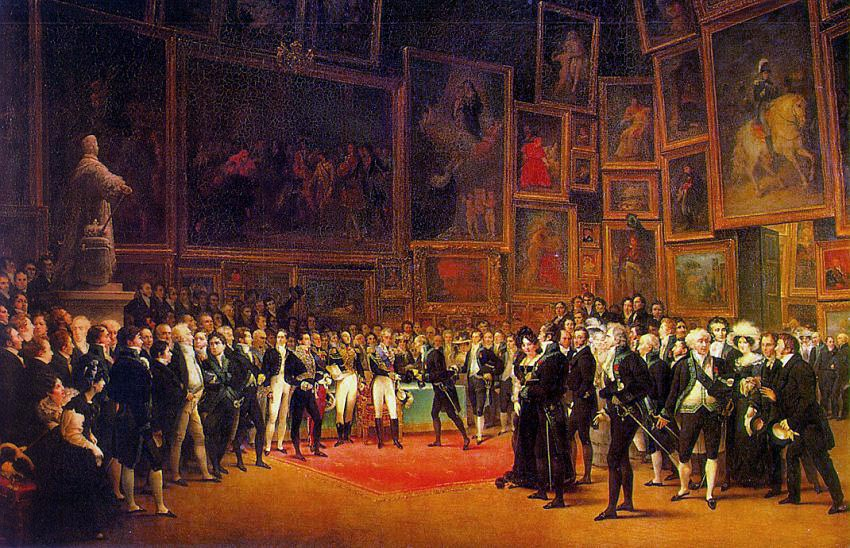
Carlo X distribuisce le onorificenze agli artisti al Louvre

Quando il giornale ufficiale di stato, Le Moniteur Universel, rese pubbliche le ordinanze anticostituzionali lunedì 26 luglio, Adolphe Thiers, giornalista del giornale di opposizione Le National, pubblicò un richiamo a tutti i parigini a rivoltarsi, firmato da quarantatré giornalisti:
"Il regime legale è stato interrotto: è iniziato quello della forza... Che l'obbedienza cessi di essere un dovere!"
Quella sera stessa, una grande folla si asserragliò nei giardini del Palais-Royal, gridando "Abbasso i Borboni!" e "Viva la Costituzione!". Quando la polizia riuscì a chiudere i cancelli dei giardini, la folla si raggruppò nelle strade circostanti, dove ruppe l'illuminazione pubblica.
La mattina successiva, il 27 luglio, la polizia compì un'incursione nella sede dei giornali che avevano continuato a pubblicare malgrado il veto (tra cui Le National). Quando i manifestanti, che erano riusciti a rientrare nei giardini del Palais-Royal, ne furono informati, iniziò una sassaiola contro i soldati, che aprirono il fuoco sulla folla. Alla sera la città era in rivolta e i negozi vennero saccheggiati. Il 28 luglio i rivoltosi iniziarono a erigere barricate nelle strade. Il maresciallo Marmont, chiamato per porre rimedio alla situazione, iniziò una controffensiva, ma già nel pomeriggio dovette ritirarsi al Palazzo delle Tuileries.
I membri della Camera dei Deputati inviarono una delegazione di cinque uomini a Marmont, chiedendogli di ottenere dal re la revoca delle quattro ordinanze emesse. Carlo rifiutò però qualsiasi compromesso e licenziò anzi i suoi ministri nel pomeriggio, realizzando la precarietà della situazione. Quella sera stessa i membri della Camera, ritrovatisi nella casa di Jacques Laffitte, decisero che il trono sarebbe stato ceduto a Luigi Filippo d'Orléans. Iniziò così la stampa di volantini con l'effigie di Luigi Filippo, che vennero fatti circolare in città. Sul finire del giorno, l'autorità del governo era irrimediabilmente compromessa.

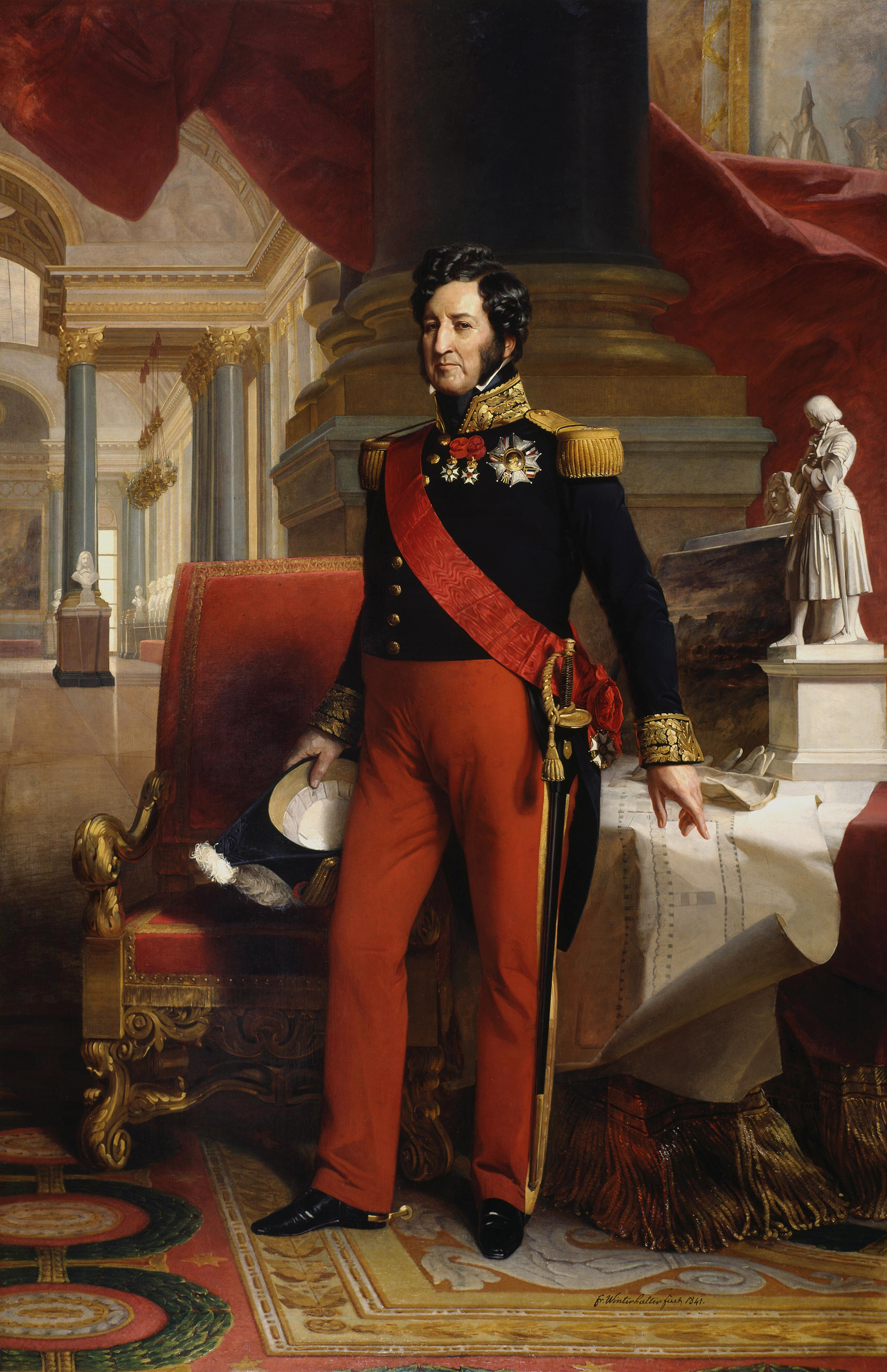
Luigi Filippo, re dei Francesi (1830–1848), succedette al trono a Carlo X

Alcuni minuti dopo la mezzanotte del 31 luglio, su consiglio del generale Gresseau, Carlo X decise di lasciare Saint-Cloud e di cercare rifugio a Versailles con la sua famiglia e la corte, con l'eccezione del duca di Angoulême, che rimase con le sue truppe, e la duchessa di Angoulême, che era alle terme di Vichy. Nel frattempo, a Parigi, Luigi Filippo assumeva l'incarico di Luogotenente Generale del regno.
La strada per Versailles era piena di truppe disorganizzate e di disertori. Il marchese di Vérac, governatore del Palazzo di Versailles, incontrò il re prima che il corteo reale entrasse in paese per avvisarlo del fatto che il palazzo non si presentava sicuro, dal momento che la guardia rivoluzionaria, indossando il tricolore, aveva occupato la Place d'Armes. Carlo X diede quindi l'ordine di recarsi al Trianon. Erano le cinque di mattina. Il giorno successivo, dopo l'arrivo del duca di Angoulême da Saint-Cloud con le sue truppe, Carlo X ordinò la partenza per il castello di Rambouillet, dove il gruppo giunse poco prima di mezzanotte. Nella mattina del 1º agosto, la duchessa di Angoulême, che si era precipitata verso la famiglia da Vichy dopo il tracollo degli eventi, giunse anch'ella a Rambouillet.
Il giorno successivo, il 2 agosto, Carlo X abdicò, eludendo suo figlio il delfino in favore di suo nipote Enrico, duca di Bordeaux, che non aveva ancora dieci anni. In un primo momento il duca di Angoulême (il delfino) si rifiutò di controsiglare il documento di rinuncia ai propri diritti sul trono francese. Secondo la duchessa di Maillé, "vi fu un duro alterco tra padre e figlio. Potevano sentire le loro voci nelle stanze a fianco". Infine, dopo venti minuti, il duca di Angoulême rinunciò a essere Luigi XIX e, riluttante, firmò la seguente dichiarazione del padre:
“Caro cugino, sono così costernato dei mali che affliggono il mio popolo che non posso fare a meno di volerli evitare. Per questo ho preso la decisione di abdicare la corona in favore di mio nipote, il duca di Bordeaux. Il delfino, che condivide i miei sentimenti, rinuncia anch'egli ai diritti in favore di suo nipote. Sarà tua capacità, in quanto Luogotenente Generale del regno, proclamare l'ascesa al trono di Enrico V. Successivamente, prenderai tutte le misure necessarie per regolare le misure di governo per tutelare la minore età del sovrano. Qui mi limito personalmente a stabilire questo fatto, per evitare future e ulteriori angherie. Puoi comunicare le mie intenzioni ai corpi diplomatici, e mi farai sapere quanto prima i risultati di questa proclamazione.”

Se il regno di Luigi XIX durò pochi minuti, quello di Enrico V durò appena una settimana: Luigi Filippo infatti ignorò il documento e il 9 agosto venne proclamato re dei Francesi dai membri della Camera.

### Secondo esilio e morte

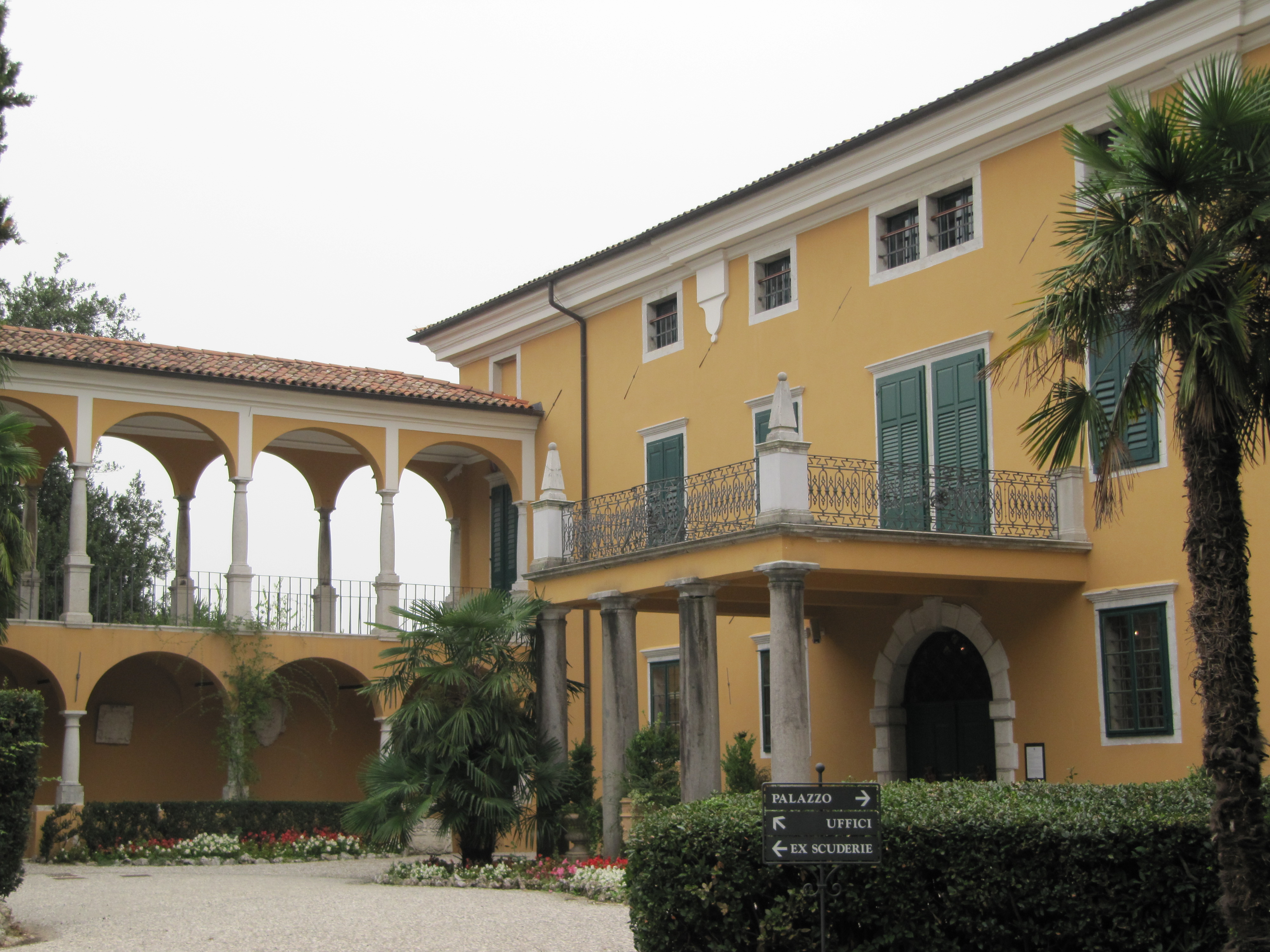
Palazzo Coronini Cronberg a Gorizia, dove Carlo X trascorse il suo ultimo mese di vita

Quando divenne chiaro che una folla di 14.000 persone era pronta ad attaccare, la famiglia reale lasciò il castello di Rambouillet e, il 16 agosto, si imbarcò alla volta del Regno Unito su una nave provvista loro da Luigi Filippo. Il primo ministro, il duca di Wellington, venne informato del fatto che la famiglia sarebbe giunta in Inghilterra come privati cittadini utilizzando degli pseudonimi; Carlo X venne chiamato "Conte di Ponthieu". I Borbone vennero accolti freddamente dagli inglesi.
Carlo X venne seguito poco dopo anche in Inghilterra dai suoi creditori, dai quali aveva ricevuto grandi somme di denaro durante il suo primo esilio. La famiglia fu in grado di pagare questi debiti sfruttando il denaro che la moglie di Carlo aveva depositato a Londra.
I Borbone ottennero il permesso di risiedere al castello di Lulworth, nel Dorset, ma poco dopo dovettero essere spostati al Palazzo di Holyrood presso Edimburgo, non lontano da dove si trovava la duchessa di Berry, al Regent Terrace  di Edimburgo.

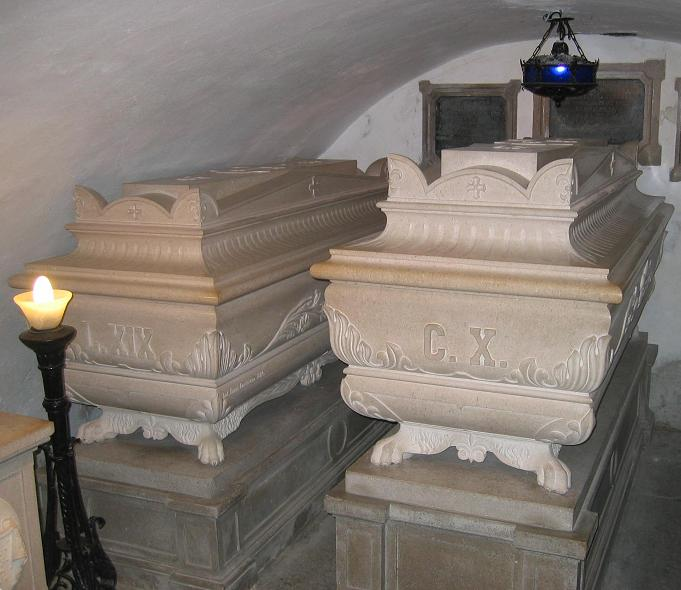
Tombe di Carlo X e di suo figlio Luigi al monastero di Castagnevizza nella città slovena di Nova Gorica

Le relazioni di Carlo con la nuora diedero prova di non essere facili, dal momento che la duchessa reclamava a sé la reggenza per suo figlio Enrico, che l'abdicazione di Rambouillet, indipendentemente dal corso degli eventi, aveva lasciato quale legittimo pretendente al trono. Carlo, in un primo momento, le negò questa possibilità, ma nel dicembre di quello stesso anno decise invece di cedere alle richieste una volta sbarcata in Francia. Nel 1831 la duchessa si spostò dalla Gran Bretagna ai Paesi Bassi e poi in Prussia, in Austria e infine a Napoli. Avendo ottenuto un supporto minimo, giunse a Marsiglia nell'aprile del 1832, spostandosi poi in Vandea, dove cercò di istigare una rivolta contro il nuovo regime, ma venne imprigionata con grande imbarazzo del suocero. Poco dopo avvenne il rilascio e la duchessa sposò il conte Lucchesi Palli, un nobile minore napoletano. In risposta a questo matrimonio morganatico, Carlo le proibì di vedere i suoi figli.
Su invito di Francesco I d'Austria, i Borbone si spostarono a Praga per l'inverno 1832-1833 e vennero alloggiati al Castello di Praga. Nel settembre del 1833 i Borbone si riunirono nuovamente a Praga per celebrare il tredicesimo compleanno del duca di Bordeaux. Tutti si attendevano grandi celebrazioni, ma Carlo X si limitò a proclamare la maggiore età del nipote. In quello stesso giorno, il 13 ottobre 1833, Carlo, pregato da Chateaubriand, incontrò la nuora, che risiedeva a Leoben. I figli della duchessa si rifiutarono di incontrare la loro madre, avendo saputo del suo secondo matrimonio. Carlo rifiutò molte delle richieste che gli rivolse la duchessa, ma dall'estate del 1834 le permise nuovamente di rivedere i suoi figli.
Con la morte dell'imperatore Francesco nel marzo del 1835 i Borbone lasciarono il castello di Praga, dal momento che il nuovo imperatore Ferdinando era intenzionato a usare la struttura per le proprie cerimonie d'incoronazione. I Borbone si spostarono quindi dapprima a Teplitz e quindi, dal momento che Ferdinando volle continuare a utilizzare per sé il castello di Praga, acquistarono il castello di Kirchberg. Lo spostamento della famiglia venne posticipato a causa dello scoppio di una epidemia locale di colera. Nel frattempo Carlo lasciò la Boemia per cercare un clima più favorevole alla sua salute e si spinse per questo lungo la costa mediterranea dei territori austriaci nell'ottobre del 1835. Al suo arrivo a Gorizia, nel Regno di Illiria, prese egli stesso il colera e morì il 6 novembre 1836. La popolazione della città drappeggiò a lutto le proprie finestre in segno di rispetto. Carlo venne sepolto nella chiesa dell'Annunciazione di Nostra Signora nel monastero di Castagnevizza diretto dai francescani, oggi a Nova Gorica, in Slovenia.

## Discendenza
Dal matrimonio tra Carlo di Francia e la principessa Maria Teresa di Savoia nacquero:
- Luigi Antonio (1775 – 1844), duca di Angoulême, detto poi Luigi XIX;
- Sofia (1776 – 1783);
- Carlo Ferdinando (1778-1820), duca di Berry;
- Maria Teresa (1783).

La discendenza maschile di Carlo X si è estinta alla morte senza eredi del figlio di Carlo Ferdinando, Enrico, conte di Chambord (Enrico V), nel 1883, ultimo del ramo primogenito dei Borbone-Francia. La discendenza in linea femminile, tramite la nipote Luisa Maria, esiste ancora come Borbone-Parma, di cui fanno parte i granduchi regnanti del Lussemburgo.

## Pensiero politico

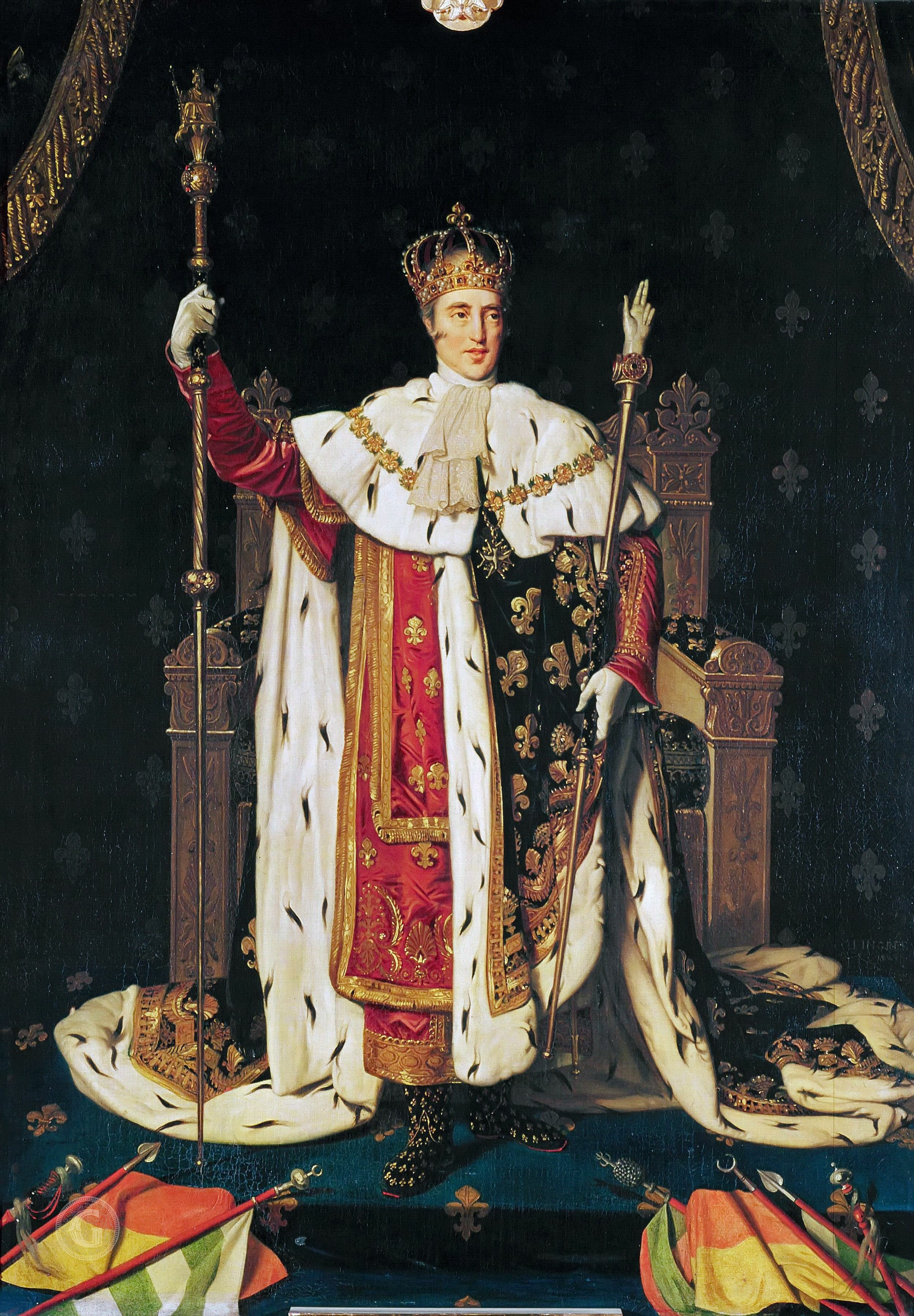
Ritratto di Carlo X nel 1829, con gli abiti dell'incoronazione e portante alcuni gioielli della Corona francese: spada, scettro, corona e mano della giustizia.

Carlo X, sostenitore della destra reazionaria, rappresentò l'ultrarealismo intransigente ed è tuttora preso a modello dall'ala oltranzista dei vari movimenti monarchici francesi. Il pensiero politico di questo sovrano si delinea in un'opposizione assoluta al costituzionalismo di matrice britannica. Egli da acceso sostenitore del diritto divino dei re, riteneva privo di senso il concetto di un re "che regna ma non governa" e disse più volte che piuttosto che fare "il sovrano all'inglese, dedito esclusivamente ai ricevimenti e ai bei vestiti" avrebbe preferito di gran lunga l'abdicazione e l'esilio. Il re, a suo avviso, non doveva essere un mero simbolo, come solitamente avviene nelle monarchie costituzionali, bensì il perno decisionale cui convogliano i quattro poteri fondamentali dello Stato (governo, parlamento, magistratura, esercito). Pur mantenendo la carta francese del 1814, Carlo era un assolutista ed esercitò una monarchia semi-costituzionale. Detti principi politici dell'assolutismo monarchico contrastavano profondamente con quelli portati avanti dal ramo dei Borbone-Orléans che gli sarebbe succeduto al trono.

## Recupero di antiche tradizioni
Durante il suo regno, Carlo X recuperò antichi riti e tradizioni di origine medievale. Tra questi è da ricordare la cosiddetta cerimonia della guarigione, cioè l'antichissimo rito della taumaturgia reale.
Questa cerimonia consisteva nel portare innanzi al re un certo numero di malati. Il re poneva la mano sul capo o sulla parte malata della persona, pronunciando la frase «Il re ti tocca, Dio ti guarisca», recitando quindi una preghiera. Carlo X, poco dopo l'ascesa al trono, esercitò questo rito su 121 persone affette da scrofola, tra cui 5 bambini che vennero dichiarati "guariti".

## Ascendenza
|                              |                       |                                          | Genitori                                  |  |  | Nonni |  |  | Bisnonni                |  |  | Trisnonni              |  |
|                              |                       |                                          |                                           |  |  |       |  |  | Luigi, duca di Borgogna |  |  | Luigi, il Gran Delfino |  |
|                              |                       |                                          |                                           |  |  |       |  |  | Luigi, duca di Borgogna |  |  | Luigi, il Gran Delfino |  |
|                              |                       | Duchessa Maria Anna Vittoria di Baviera  |                                           |  |  |       |  |  | Luigi, duca di Borgogna |  |  |                        |  |
| Luigi XV di Francia          |                       |                                          |                                           |  |  |       |  |  | Luigi, duca di Borgogna |  |  |                        |  |
|                              |                       | Maria Adelaide di Savoia                 | Vittorio Amedeo II di Savoia              |  |  |       |  |  |                         |  |  |                        |  |
|                              |                       | Maria Adelaide di Savoia                 | Vittorio Amedeo II di Savoia              |  |  |       |  |  |                         |  |  |                        |  |
|                              |                       | Maria Adelaide di Savoia                 | Anna Maria d'Orléans                      |  |  |       |  |  |                         |  |  |                        |  |
| Luigi di Borbone-Francia     |                       | Maria Adelaide di Savoia                 |                                           |  |  |       |  |  |                         |  |  |                        |  |
|                              |                       | Stanislao I di Polonia                   | Conte Rafał Leszczyński                   |  |  |       |  |  |                         |  |  |                        |  |
|                              |                       | Stanislao I di Polonia                   | Conte Rafał Leszczyński                   |  |  |       |  |  |                         |  |  |                        |  |
|                              |                       | Stanislao I di Polonia                   | Principessa Anna Jablonowska              |  |  |       |  |  |                         |  |  |                        |  |
| Maria Leszczyńska            |                       | Stanislao I di Polonia                   |                                           |  |  |       |  |  |                         |  |  |                        |  |
|                              |                       | Caterina Opalińska                       | Conte Jan Karol Opalinski                 |  |  |       |  |  |                         |  |  |                        |  |
|                              |                       | Caterina Opalińska                       | Conte Jan Karol Opalinski                 |  |  |       |  |  |                         |  |  |                        |  |
|                              |                       | Caterina Opalińska                       | Contessa Zofia Czarnkowska                |  |  |       |  |  |                         |  |  |                        |  |
| Carlo X di Francia           |                       | Caterina Opalińska                       |                                           |  |  |       |  |  |                         |  |  |                        |  |
|                              | Augusto II di Polonia | Giovanni Giorgio III di Sassonia         |                                           |  |  |       |  |  |                         |  |  |                        |  |
|                              | Augusto II di Polonia | Giovanni Giorgio III di Sassonia         |                                           |  |  |       |  |  |                         |  |  |                        |  |
|                              | Augusto II di Polonia | Anna Sofia di Danimarca                  |                                           |  |  |       |  |  |                         |  |  |                        |  |
| Augusto III di Polonia       | Augusto II di Polonia |                                          |                                           |  |  |       |  |  |                         |  |  |                        |  |
|                              |                       | Cristiana di Brandeburgo-Bayreuth        | Cristiano Ernesto di Brandeburgo-Bayreuth |  |  |       |  |  |                         |  |  |                        |  |
|                              |                       | Cristiana di Brandeburgo-Bayreuth        | Cristiano Ernesto di Brandeburgo-Bayreuth |  |  |       |  |  |                         |  |  |                        |  |
|                              |                       | Cristiana di Brandeburgo-Bayreuth        | Sofia Luisa di Württemberg                |  |  |       |  |  |                         |  |  |                        |  |
| Maria Giuseppina di Sassonia |                       | Cristiana di Brandeburgo-Bayreuth        |                                           |  |  |       |  |  |                         |  |  |                        |  |
|                              |                       | Giuseppe I d'Asburgo                     | Leopoldo I d'Asburgo                      |  |  |       |  |  |                         |  |  |                        |  |
|                              |                       | Giuseppe I d'Asburgo                     | Leopoldo I d'Asburgo                      |  |  |       |  |  |                         |  |  |                        |  |
|                              |                       | Giuseppe I d'Asburgo                     | Eleonora del Palatinato-Neuburg           |  |  |       |  |  |                         |  |  |                        |  |
| Maria Giuseppa d'Austria     |                       | Giuseppe I d'Asburgo                     |                                           |  |  |       |  |  |                         |  |  |                        |  |
|                              |                       | Guglielmina Amalia di Brunswick-Lüneburg | Giovanni Federico di Brunswick-Lüneburg   |  |  |       |  |  |                         |  |  |                        |  |
|                              |                       | Guglielmina Amalia di Brunswick-Lüneburg | Giovanni Federico di Brunswick-Lüneburg   |  |  |       |  |  |                         |  |  |                        |  |
|                              |                       | Guglielmina Amalia di Brunswick-Lüneburg | Benedetta Enrichetta del Palatinato       |  |  |       |  |  |                         |  |  |                        |  |
|                              |                       | Guglielmina Amalia di Brunswick-Lüneburg |                                           |  |  |       |  |  |                         |  |  |                        |  |